# Daniel Levy (diplomate)
Pour les articles homonymes, voir Daniel Levy et Levy.
Daniel Levy est un ancien diplomate israélien très engagé en faveur de la paix au Proche-Orient. À ce titre, il a notamment été conseiller du ministre Yossi Beilin (2000-2001) et membre des délégations israéliennes lors des négociations d'Oslo II (1995) et de Taba (2001). Par la suite, il a entamé une carrière non-gouvernementale. Il a notamment été un des principaux négociateurs israéliens lors de l'initiative de Genève (officialisée le 1er décembre 2003 après des mois de négociations).
Il a aussi travaillé pour plusieurs think tanks : New America Foundation, Crisis Group, The Century Foundation. En 2012, il a créé et dirigé jusqu'en 2016 le programme Moyen-Orient et Afrique du Nord du think tank European Council on Foreign Relations. Il est depuis le président du US Middle East Project, 
Par ailleurs, il  est le fils de Michael Levy, l'un des bailleurs de fonds du Parti travailliste et ami de l'ancien dirigeant travailliste et Premier ministre Tony Blair.